# Немецкий реквием (Брамс)
Немецкий реквием (нем. Ein deutsches Requiem) — произведение для солистов, хора и оркестра Иоганнеса Брамса.

## История создания
Биограф Брамса Макс Кальбек считал, что мысль о создании заупокойной мессы возникла ещё в 1856 году в связи со смертью Роберта Шумана. Музыка будущей 2-й части Реквиема была написана в 1857—1859 годах, хотя первоначально предназначалась для другого произведения.
Непосредственным толчком для сочинения Немецкого реквиема послужила смерть матери Брамса в 1865 году, и летом 1866 года произведение было в основном закончено, в авторской рукописи стоит пометка: «Баден-Баден, лето 1866 года».
1 декабря 1867 года в Вене были исполнены 3 первые части Немецкого реквиема. Исполнение оказалось неудачным, Брамс внес в сочинение некоторые изменения, и на Страстной неделе 10 апреля 1868 года в кафедральном соборе в Бремене состоялась настоящая премьера Реквиема, в то время ещё 6-частного, под управлением Карла Рейнталера. Этот концерт стал первым триумфом композитора.
Несмотря на успех, Брамс продолжал работу над Реквиемом и в мае 1868 года дополнил сочинение ещё одной частью, которая в окончательной редакции стала 5-й. Семичастный реквием был впервые исполнен 18 февраля 1869 года в Лейпциге под управлением Карла Рейнеке.

## Сочинение

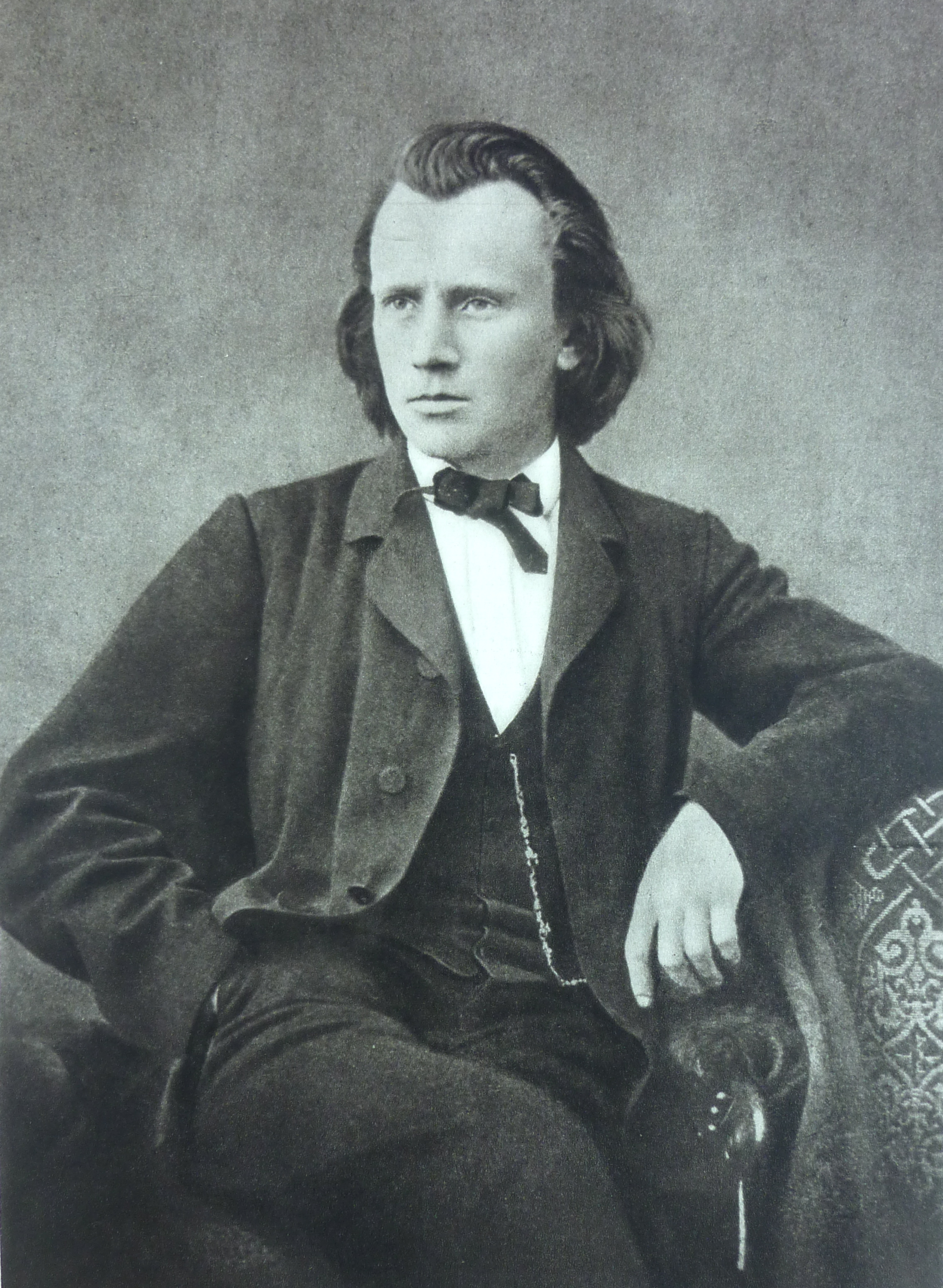
Иоганнес Брамс

Немецкий реквием состоит из семи частей, в целом сочинение в различных исполнениях длится от 65 до 80 минут, — это самое продолжительное произведение Брамса.
При создании Реквиема Брамс отказался как от канонического латинского текста заупокойной мессы, так и от его немецкого аналога: композитор сам составил текст, используя псалмы и цитаты из различных частей Библии в немецком переводе Мартина Лютера — преимущественно из Нового завета, однако в тексте ни разу не упомянуто имя Христа.
Хотя Реквием Брамса по ряду признаков является протестантским (включая использование протестантского хорала в музыке), сам композитор адресовал своё сочинение всем христианам, независимо от конфессиональной принадлежности".

### Структура Реквиема
Часть 1 — Selig sind, die da Leid tragen («Блаженны плачущие, ибо они утешатся»)
Первые строки — Матфей: 5, 4. Далее следует цитата из Псалма 125 (126): 5—6.
Часть 2 — Denn alles Fleisch, es ist wie Gras («Ибо всякая плоть — как трава»)
Первые 4 строки — цитата из 1-го послания Петра, 1: 24; далее — Послание Иакова: 5, 7; затем вновь повторяется цитата из Петра, но уже с прибавлением стиха 25, и завершает эту часть цитата из Книги Исаии: 35, 10.
Часть 3 — Herr, lehre doch mich, dass ein Ende mit mir haben muss («Господи, научи меня…»)
Эту часть составили стихи 5—8 из 38-го Псалма. Последние две строки принадлежат Соломону: 3, 1.
Часть 4 — Wie lieblich sind Deine Wohnungen, Herr Zebaoth! («Как вожделенны жилища Твои, Господи сил!»)
Текст этой части составили стихи 2, 3 и 5 Псалма 83.
Часть 5 — Ihr habt nun Traurigkeit («Так и вы теперь имеете печаль»)
Первые 4 строки — Иоанн: 16, 22, затем следуют 2 строки из Исаии: 66, 13; и завершает 5-ю часть стих из Иисуса Сираха: 51, 27.
Часть 6 — Denn wir haben hier keine bleibende Statt («Ибо не имеем здесь постоянного града»)
В этой части Брамс обращается к посланиям апостола Павла; первые две строки — Послание к евреям: 13, 14; далее следуют стихи 51—52 и 54—55 из главы 15 1-го послания к коринфянам. Заключительные строки — из «Откровения Иоанна»: 4, 11.
Часть 7 — Selig sind die Toten, die in dem Herrn sterben («Блаженны мёртвые, умирающие в Господе»)
Заключительная часть также представляет собою цитату из «Откровения Иоанна»: несколько усечённый (начинается со слов «отныне блаженны мёртвые») стих 13 главы 14.

### Состав исполнителей
Реквием написан для двух солистов — сопрано (в 5-й части) и баритона (в 3-й и 6-й частях), смешанного хора и симфонического оркестра; по желанию используется также орган.
Переложение для двух фортепиано выполнил Август Грютерс.